# Croatie aux Deaflympics
La Croatie participe 6 fois aux Deaflympics d'été depuis 1993 et 1 fois aux Jeux d'hiver depuis 2007. 

## Bilan général
L'équipe de Croatie obtient 8 médailles des Deaflympics donc 4 or, 2 argent et 2 bronze.
| Année | Médaille d'or, Jeux olympiques | Médaille d'argent, Jeux olympiques | Médaille de bronze, Jeux olympiques | Total | Rang |
| 1993  | 0                              | 0                                  | 1                                   | 1     | NC   |
| 1997  | 0                              | 1                                  | 0                                   | 1     | NC   |
| 2001  | 1                              | 0                                  | 0                                   | 1     | 25e  |
| 2005  | 1                              | 0                                  | 0                                   | 1     | 28e  |
| 2009  | 1                              | 0                                  | 0                                   | 1     | 33e  |
| 2013  | 1                              | 1                                  | 0                                   | 2     | 27e  |
| Total | 4                              | 2                                  | 1                                   | 7     |      |

| Année | Médaille d'or, Jeux olympiques | Médaille d'argent, Jeux olympiques | Médaille de bronze, Jeux olympiques | Total  | Rang   |
| 2007  | 0                              | 0                                  | 1                                   | 1      | 13e    |
| 2011  | Annulé                         | Annulé                             | Annulé                              | Annulé | Annulé |
| Total | 0                              | 0                                  | 1                                   | 1      |        |